# Nulli und Priesemut
Nulli und Priesemut ist eine Bilderbuchreihe des Autors Matthias Sodtke.
Der Hase Nulli und der Frosch Priesemut sind die Protagonisten der gleichnamigen Bilderbuchreihe. Der erste Band „Gibt es eigentlich Brummer, die nach Möhren schmecken?“ (Lappan, 1994) zeigt, wie die beiden Freunde das Lieblingsessen des jeweils Anderen probieren und es ihnen nicht besonders gut bekommt. So stellt sich – wie in jedem folgenden Band – die zentrale Frage, ob die beiden wirklich richtige Freunde sind.
Im Band „Ausgelacht!“ (2006) gesellt sich das Schwein Schorschi (in den Trickfilmen heißt es George und spricht mit englischem Akzent) zu Nulli und Priesemut. Es macht sich zunächst über Priesemut lustig und zieht Nulli auf seine Seite, bis es diesem zu bunt wird und er seinen besten Freund verteidigt.
Damit ist das Thema der Freundschaft Hauptaugenmerk der Buchreihe.
Ab 1997 wurden die Geschichten auch in Trickfilme umgesetzt und in der Fernsehserie Die Sendung mit der Maus ausgestrahlt. Nulli wird von Klaus Büchner und Priesemut von Frank Becker vertont, der Erzähler und anfangs einziger Sprecher ist Günter Dybus. Büchner komponierte auch das Freundschaftslied, welches Nulli und Priesemut in einer (von keinem Band inspirierten) Episode zusammen mit George und dem Hamster Kurtle vortragen. Jedoch ist Priesemut enttäuscht, dass Nulli das Lied singen soll, und dass Kurtle ihn dauernd korrigiert, wodurch er Nulli mehrfach vorwirft, falsch zu singen und schlussendlich die Band verlässt. Nulli jedoch entschuldigt sich bei seinem Freund und schlägt ihm vor, dass sie das Lied zusammen singen sollten.